# Niederstotzingen
Niederstotzingen é uma cidade da Alemanha, no distrito de Heidenheim, na região administrativa de Estugarda, estado de Baden-Württemberg.

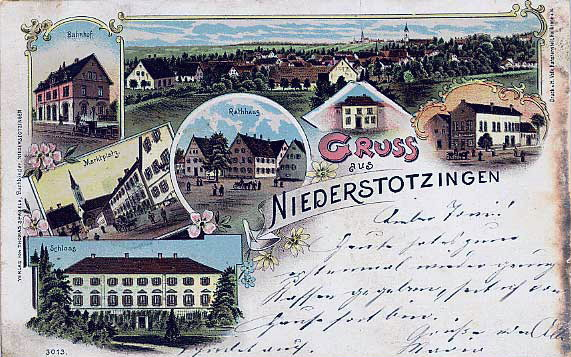
Niederstotzingen em 1900